# 月村站
月村站（：／ Wolchon yeok */?）是大邱地鐵1號線沿線的一座地下車站，位於韓國大邱廣域市達西區松峴洞。

## 車站結構
站體為2面2線曲線式側式月台的地下車站，候車月台設有月台幕門，並有8處出口。

### 月台配置
| 上仁 ↑ |
| \| 上  |
| ↓ 松峴 |

| 月台 | 路線               | 目的地                   |
| ---- | ------------------ | ------------------------ |
| 上行 | ●大邱都市铁道1号线 | 上仁、辰泉、舌化椧谷方向 |
| 下行 | ●大邱都市铁道1号线 | 半月堂、中央路、安心方向 |

## 歷史
- 1997年11月26日：落成啟用。

## 車站周邊
- 大邱松峴初等學校
- 大西中學
- 松峴女子中學、高校
- 慶北機械工業高校
- 上仁洞郵局
- 鶴山公園
- 松峴市場
- 松峴119消防安全中心
- 大邱畜牧協會松峴分社
- 大邱市青少年修煉院
- 大邱銀行（朝鲜语：대구은행）月村分行
- 天主教大邱總教區聖若瑟聖堂

## 圖片

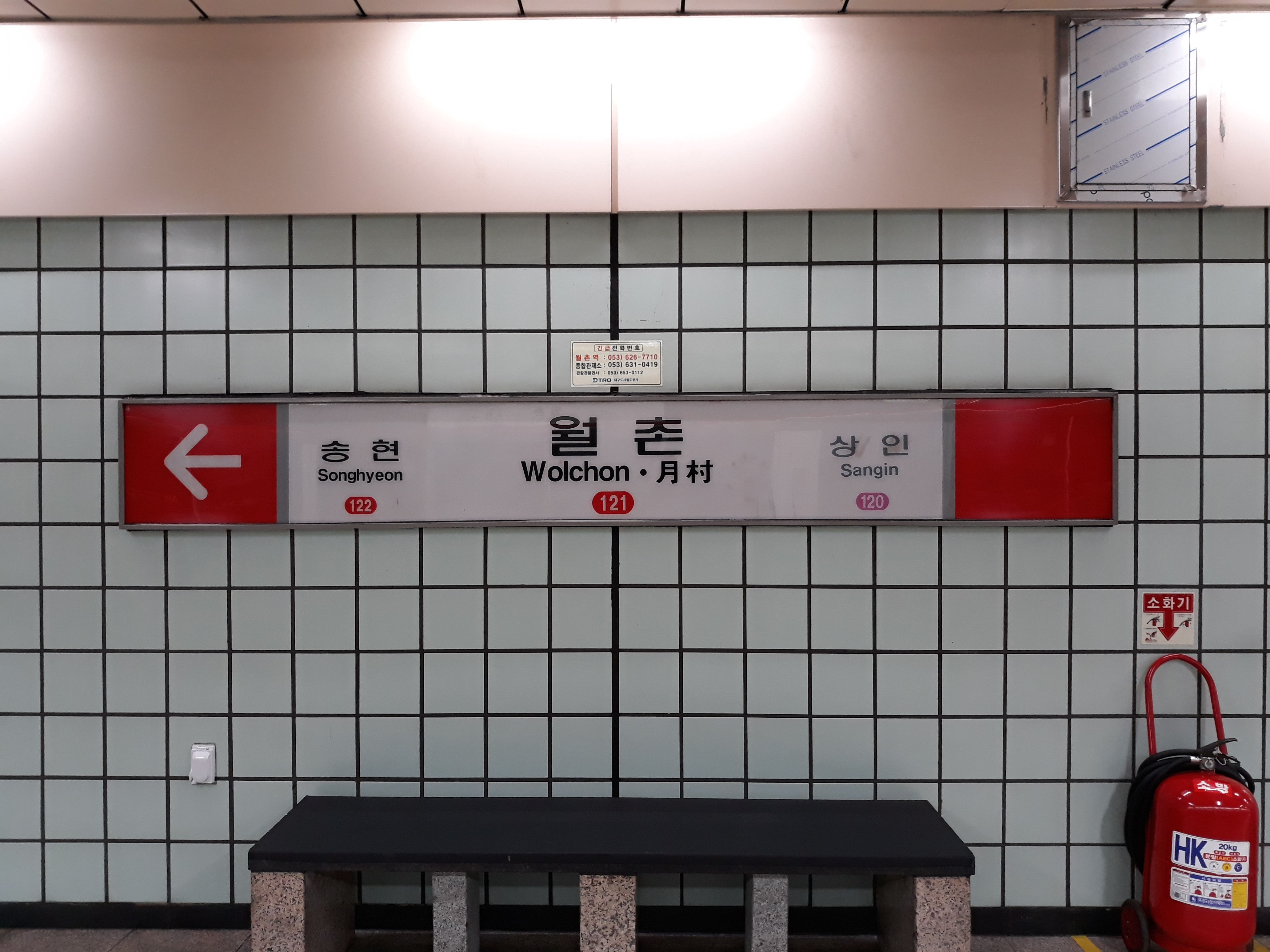
站名牌
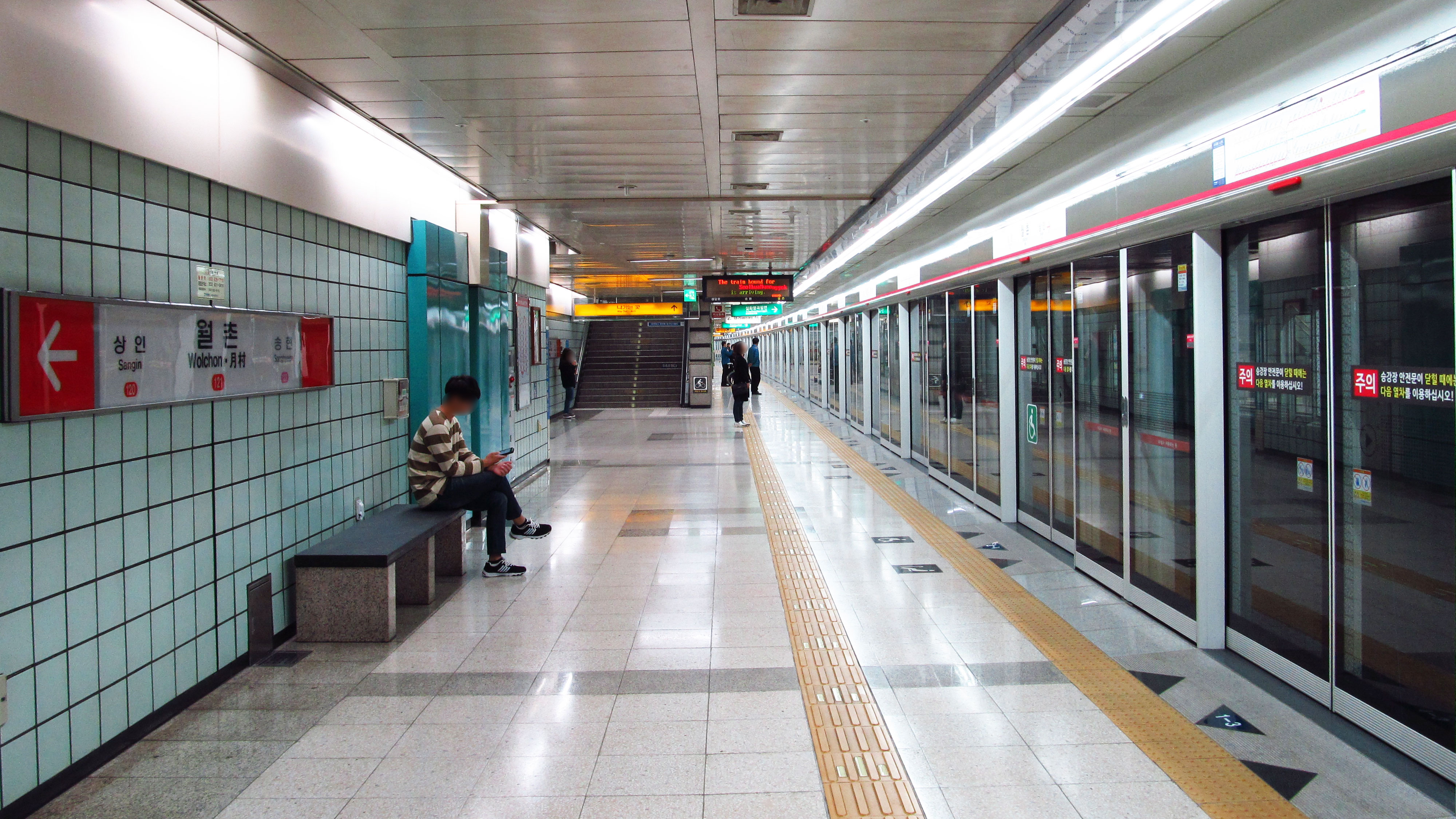
候車月台
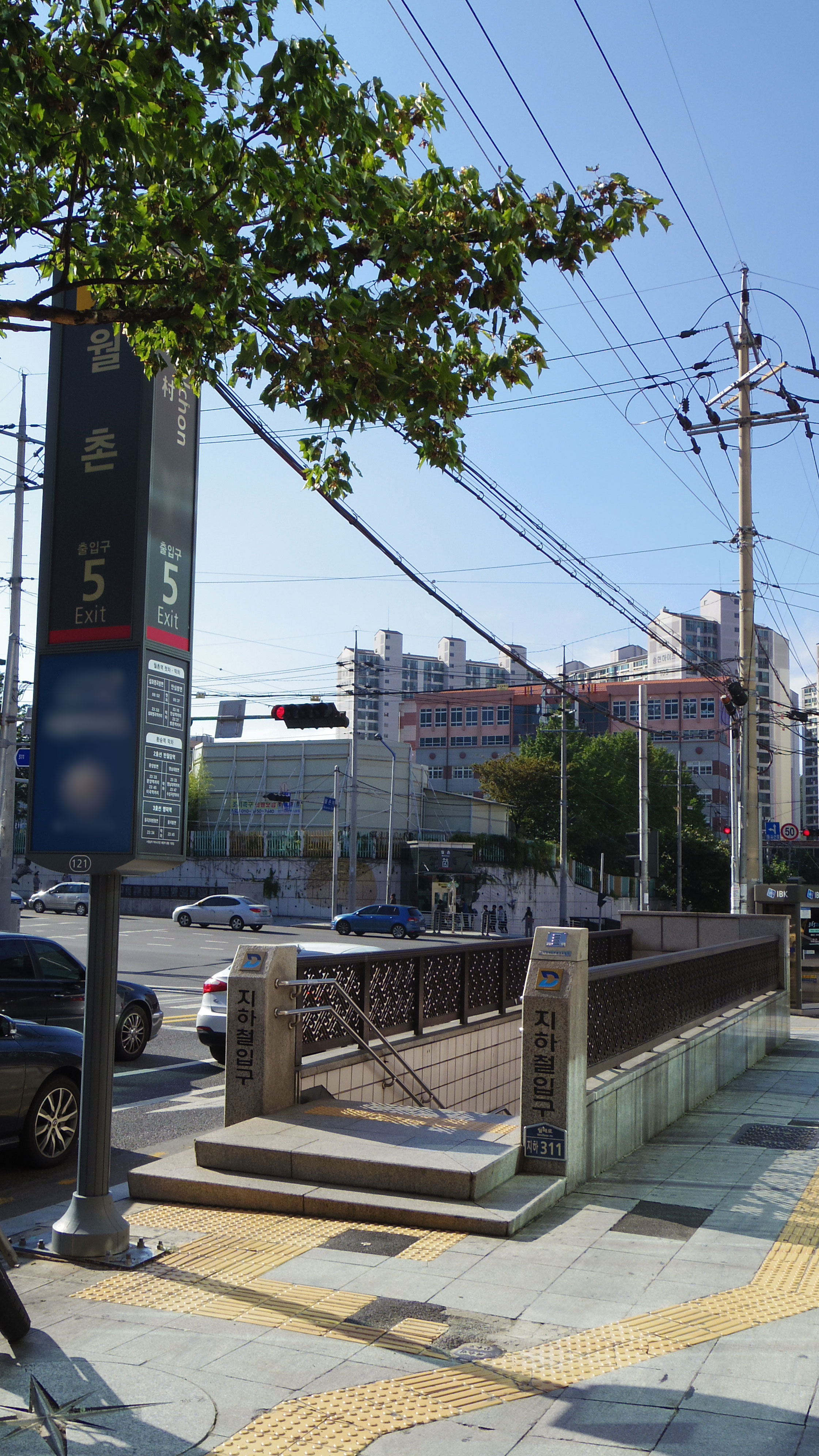
5號出口
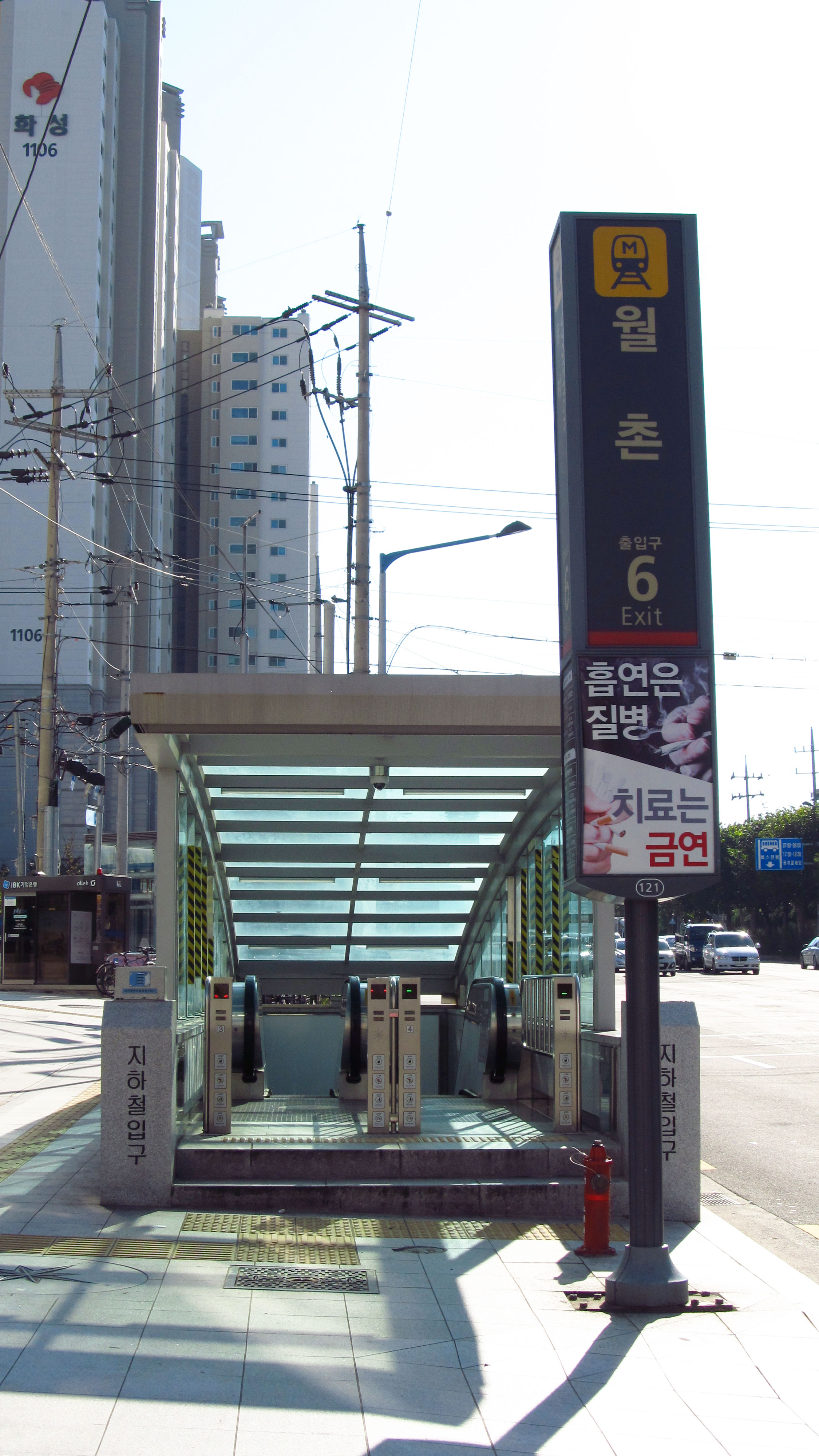
6號出口

## 相鄰車站
大邱都市鐵道公社
●大邱都市铁道1号线
上仁（120）－月村（121）－松峴（122）